# آستواتسادور
آستاواتسادور (ارمنی: Աստվածատուր) شاعر حدود سده‌های شانزدهم یا هفدهم میلادی اهل ارمنستان که به خاطر خلق تنها «Ayn arajin žamanakin» شعرش شناخته شده است.